# 乾真大
乾 真大（いぬい まさひろ、1988年12月8日 - ）は、兵庫県加古川市出身の元プロ野球選手（投手）、プロ野球コーチ。左投左打。

## 経歴

### プロ入り前
小学3年時にソフトボールと軟式野球を始め、中学でも軟式野球部に所属した。
グエン・トラン・フォク・アンに憧れて東洋大学附属姫路高校に進み、2年秋から主戦として活躍し、甲子園には1度出場（3年夏の第88回選手権大会）した。
その後東洋大学に進学し、大場翔太の投球に衝撃を受ける。1年春からベンチ入りし、2年春には4勝を挙げてチームを3季連続優勝に導き、最優秀投手とベストナインを受賞した。世界選手権日本代表にも選出され、4年時にも日本代表に選出された。U-26 NPB選抜 対 大学日本代表にも出場し、1回無失点2奪三振と好投する。東都大学リーグ通算46試合に登板し10勝7敗、防御率2.80、179奪三振。
2010年10月28日のプロ野球ドラフト会議にて北海道日本ハムファイターズから3位指名を受け、同年11月20日に契約金6500万円、年俸900万円で契約した（金額は推定）。

### 日本ハム時代
2011年、4月下旬に一軍登録されたが、出場機会が無いまま降格した。シーズン終盤に再び登録され、敗戦処理として中継ぎで5試合に出場した。防御率こそ良くはなかったが、投球回数8回で9個の奪三振を奪った。
2012年、登板機会がさらに増加し、5月28日の読売ジャイアンツ戦でプロ初勝利を挙げた。高い奪三振率をマークした一方で、防御率に課題を残した。
2013年、開幕一軍入りするも不調ですぐ二軍落ちし、その後は一軍と二軍を行き来し、最終的には19試合の出場で防御率6.04に終わる。
2014年、シーズン初登板で2失点と結果を残せず二軍暮らしが続き、プロ入り最少となる1試合の登板に終わる。
2016年、4月11日、大累進との交換トレードで読売ジャイアンツへの移籍が発表され、背番号はトレード相手の大累が着けていた60をそのまま着用することになった。

### 巨人時代
2016年は一軍で2試合、2017年は一軍で5試合の登板に終わり、10月4日に球団から戦力外通告を受けた。

### BCリーグ時代
2017年12月19日にベースボール・チャレンジ・リーグの富山GRNサンダーバーズに入団することが球団から発表された。
2018年、先発として21試合に登板し、完投2試合、リーグ2位の14勝（4敗）を挙げ、同2位の防御率2.28の成績を残した。シーズン終了後の9月29日に、チームメイトの古村徹とともに横浜DeNAベイスターズの入団テストを受験。更に12球団合同トライアウトにも参加し、打者3人に対して、1安打1四球、最速は140km/hを記録した。NPBへの復帰を目指したが、声はかからなかった（DeNAは古村のみ獲得を発表した）。
2019年、富山の新監督に就任した二岡智宏からの要望を受け、投手コーチを兼任する。公式戦終了後の10月1日、今シーズンで富山を退団することが発表された。10月22日、2020年シーズンよりリーグ戦に参加する神奈川フューチャードリームスに移籍することが決まった。
2020年、神奈川でも投手コーチを兼任。14試合に登板し、うち13試合に先発。4勝2敗、防御率3.18の成績の中で72奪三振を記録し、東地区の最多奪三振のタイトルを獲得した。
2022年8月23日、神奈川球団から今シーズン限りでの現役引退が発表された。8月30日の対茨城アストロプラネッツ戦（平塚球場）で引退試合とセレモニーを実施することが告知され、当日は先発登板して7回2/3を投げて10奪三振・失点2（自責点1）で降板、そのままチームが勝利したため、勝利投手となった。試合終了後のセレモニーでは、プレーを続けさせてくれた独立リーグへの感謝を述べ、「今日で選手としての生活は終わります。本当に思い残すことなく、自分が今まで考えて練習してきたことを今日すべて出すことができました」と挨拶した。指導者としての活動には「まだまだ僕は投げる研究が大好きです」と引き続き意欲を示した。このシーズンは96奪三振を記録し、2年ぶりに地区最多奪三振のタイトルも獲得した。また、WHIP0.92はリーグの規定投球回に到達した投手の中でもっとも良かった。シーズン終了後の10月29日、コーチも退任することが発表された。

### 現役引退後
2022年12月1日に東洋大学硬式野球部のコーチに就任することが発表された。

## 選手としての特徴
NPB入り時点で最速146km/hの速球と縦横のスライダー、カーブを投げ分ける。大学通算の奪三振率は9.76と高く、2011年はファームで奪三振率11.08を記録した。縦のスライダーは2年時の世界大学野球選手権で覚えて以来、三振を奪う最大の武器となっている。半面、NPB通算で与四球率4.60とコントロールに課題を残す。NPB退団後も独立リーグでプレーしていたが、引退年である2022年には最速149km/hを計測している。
日本代表では主にリリーフとして登板しているため、リリーフにも苦手意識はないという。
速球のキレを課題として挙げており、和田毅の速球を目標にしている。

## 人物
井上雄介は日本代表メンバーで最も凄かった投手に乾の名を挙げ、「一緒にキャッチボールしていて怖かった」と語った。
日本ハム時代、理容組合北海道日本ハムファイターズ後援会が球団とコラボレーションして、毎年の最新ヘアデザインのモデルを若手選手の中よりファン投票で選出している企画「ファイターズスタイル」の2014年度モデルに選ばれた。

## 詳細情報

### 年度別投手成績
| 年 度     | 球 団     | 登 板 | 先 発 | 完 投 | 完 封 | 無 四 球 | 勝 利 | 敗 戦 | セ 丨 ブ | ホ 丨 ル ド | 勝 率 | 打 者 | 投 球 回 | 被 安 打 | 被 本 塁 打 | 与 四 球 | 敬 遠 | 与 死 球 | 奪 三 振 | 暴 投 | ボ 丨 ク | 失 点 | 自 責 点 | 防 御 率 | W H I P |
| --------- | --------- | ----- | ----- | ----- | ----- | -------- | ----- | ----- | -------- | ----------- | ----- | ----- | -------- | -------- | ----------- | -------- | ----- | -------- | -------- | ----- | -------- | ----- | -------- | -------- | ------- |
| 2011      | 日本ハム  | 5     | 0     | 0     | 0     | 0        | 0     | 0     | 0        | 0           | ----  | 39    | 8.0      | 12       | 1           | 3        | 0     | 0        | 9        | 0     | 0        | 8     | 7        | 7.88     | 1.88    |
| 2012      | 日本ハム  | 36    | 0     | 0     | 0     | 0        | 1     | 2     | 0        | 2           | .333  | 140   | 32.2     | 28       | 3           | 16       | 0     | 0        | 32       | 0     | 2        | 20    | 20       | 5.51     | 1.35    |
| 2013      | 日本ハム  | 19    | 0     | 0     | 0     | 0        | 0     | 0     | 0        | 0           | .---  | 132   | 28.1     | 36       | 2           | 13       | 0     | 1        | 22       | 1     | 0        | 19    | 19       | 6.04     | 1.76    |
| 2014      | 日本ハム  | 1     | 0     | 0     | 0     | 0        | 0     | 0     | 0        | 0           | .---  | 7     | 1.0      | 3        | 0           | 1        | 0     | 0        | 2        | 0     | 0        | 2     | 2        | 18.00    | 4.00    |
| 2015      | 日本ハム  | 6     | 0     | 0     | 0     | 0        | 0     | 0     | 0        | 0           | .---  | 39    | 8.1      | 6        | 1           | 6        | 0     | 0        | 10       | 1     | 0        | 3     | 3        | 3.24     | 1.44    |
| 2016      | 巨人      | 2     | 0     | 0     | 0     | 0        | 0     | 0     | 0        | 0           | .---  | 12    | 2.1      | 1        | 0           | 2        | 0     | 0        | 3        | 0     | 0        | 2     | 0        | 0.00     | 1.29    |
| 2017      | 巨人      | 5     | 0     | 0     | 0     | 0        | 0     | 0     | 0        | 0           | .---  | 25    | 5.1      | 8        | 0           | 3        | 0     | 0        | 5        | 2     | 0        | 3     | 3        | 5.06     | 2.16    |
| 通算：7年 | 通算：7年 | 74    | 0     | 0     | 0     | 0        | 1     | 2     | 0        | 2           | .333  | 394   | 86       | 94       | 7           | 44       | 0     | 1        | 83       | 4     | 2        | 57    | 54       | 5.65     | 1.60    |

### 記録

#### NPB
初記録
- 初登板：2011年10月2日、対千葉ロッテマリーンズ24回戦（QVCマリンフィールド）、3回裏1死に2番手で救援登板、2回2/3を3安打2失点
- 初奪三振：同上、3回裏に根元俊一から空振り三振
- 初ホールド：2012年5月17日、対阪神タイガース2回戦（阪神甲子園球場）、6回裏2死に2番手で救援登板、2/3回無失点
- 初勝利：2012年5月28日、対読売ジャイアンツ2回戦（東京ドーム）、6回裏2死に3番手で救援登板、2/3回無失点

### 独立リーグでの投手成績
| 年 度     | 球 団     | 登 板 | 勝 利 | 敗 戦 | セ 丨 ブ | 完 投 | 勝 率 | 投 球 回 | 打 者 | 被 安 打 | 被 本 塁 打 | 奪 三 振 | 与 四 球 | 与 死 球 | 失 点 | 自 責 点 | 暴 投 | ボ 丨 ク | 防 御 率 | W H I P |
| --------- | --------- | ----- | ----- | ----- | -------- | ----- | ----- | -------- | ----- | -------- | ----------- | -------- | -------- | -------- | ----- | -------- | ----- | -------- | -------- | ------- |
| 2018      | 富山      | 21    | 14    | 4     | 0        | 2     | .778  | 138.1    | 563   | 121      | 7           | 166      | 39       | 2        | 42    | 35       | 8     | 0        | 2.28     | 1.16    |
| 2019      | 富山      | 22    | 3     | 2     | 4        | 0     | .600  | 60.1     | 256   | 51       | 3           | 72       | 26       | 0        | 25    | 21       | 6     | 0        | 3.13     | 1.28    |
| 2020      | 神奈川    | 14    | 4     | 2     | 0        | 2     | .667  | 73.2     | 293   | 62       | 3           | 72       | 23       | 3        | 27    | 26       | 4     | 0        | 3.18     | 1.15    |
| 2021      | 神奈川    | 15    | 5     | 1     | 0        | 1     | .833  | 74.1     | 295   | 68       | 2           | 63       | 11       | 3        | 25    | 21       | 2     | 0        | 2.54     | 1.06    |
| 2022      | 神奈川    | 22    | 6     | 1     | 0        | 1     | .857  | 90.2     | 352   | 69       | 3           | 96       | 14       | 2        | 26    | 22       | 7     | 0        | 2.18     | 0.92    |
| 通算：5年 | 通算：5年 | 94    | 32    | 10    | 4        | 6     | .714  | 437.1    | 1759  | 371      | 18          | 469      | 113      | 10       | 145   | 125      | 27    | 0        | 2.57     | 1.11    |

- 2022年度シーズン終了時
- 各年度の太字はリーグ最高

### 背番号
- 16（2011年 - 2014年）
- 32（2015年 - 2016年途中）
- 60（2016年途中 - 2018年）
- 21（2019年）
- 22（2020年 - 2022年）

### 登場曲
- 「Everybody Go」Kis-My-Ft2（2012年 - 2016年）
- 「天体観測」BUMP OF CHICKEN（2017年 - ）
- 「Re:make」ONE OK ROCK（2017年8月 - ）